# Joseph Lodde

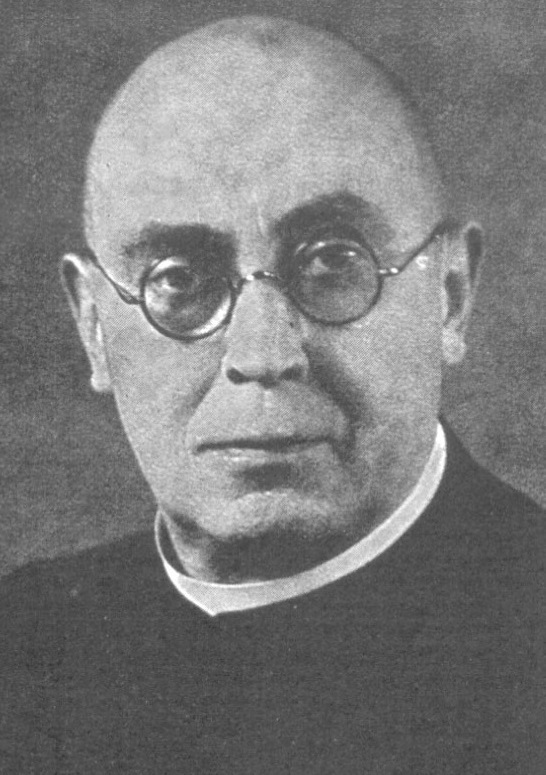
Joseph Lodde

Joseph Lodde (* 26. Januar 1879 in Münster; † 28. Februar 1943 in Dachau) war ein katholischer Geistlicher, der im KZ Dachau zu Tode gequält wurde.

## Herkunft und Ausbildung
Joseph Lodde war Sohn eines Bauunternehmers und besuchte das Gymnasium Paulinum in seiner Heimatstadt, absolvierte 1899 das Abitur und trat anschließend ins Collegium Borromaeum in Münster ein, um an der Katholischen Königlichen Akademie Theologie zu studieren. Nach Studienabschluss im August 1902 wechselte er ins Priesterseminar und wurde am 6. Juni 1903 zusammen mit 56 anderen jungen Männern im Hohen Dom von Bischof Hermann Jakob Dingelstad zum Priester geweiht. Zu seinem Weihekurs gehörten auch der spätere Weihbischof Heinrich Roleff und einer der Wegbereiter des modernen Kirchenbaus, Johannes van Acken.

## Wirken
Eine erste Anstellung führte ihn nach der Priesterweihe als Kaplan nach St. Laurentius in Warendorf, bis ihn Bischof Dingelstad im März 1906 zum Kaplan an St. Antonius in Herten ernannte, wo er bis zum Ausbruch des Ersten Weltkrieges wirkte. Während des Krieges war Lodde als Divisionspfarrer tätig, davon drei Jahre in Russland, und wurde mit dem Eisernen Kreuz I. und II. Klasse ausgezeichnet. Nach der Rückkehr hielt er sich für einige Zeit in Bochum auf und wurde am 6. Februar 1919 von Bischof Johannes Poggenburg zum Vikar an St. Lamberti in Gladbeck ernannt, bevor dieser ihn am 15. März 1927 zum Pfarrdechanten von St. Lamberti in Coesfeld und zum dortigen Standortpfarrer berief. Zudem war er als Bischöflicher Kommissar für die Beaufsichtigung der kirchlichen Kunstwerke in den Dekanaten Coesfeld und Dülmen verantwortlich.
Zu seinem Silbernen Priesterjubiläum 1928 schenkte ihm seine Kirchengemeinde eine rund fünf Tonnen schwere Glocke, die bei Petit & Gebr. Edelbrock in Gescher gegossen worden war und das Geläut von St. Lamberti ergänzte. Diese trug den Namen Christkönig und wurde am Pfingstdienstag 1942 abgehängt, um für Kriegszwecke eingeschmolzen zu werden.

## Verfolgung durch den Nationalsozialismus
Obwohl durch seine Zeit als Feldgeistlicher dem Militärisch-Geordneten sehr gewogen, lehnte Lodde den Nationalsozialismus durchweg ab und kam deshalb schon bald in Konflikt mit dem Regime. Im September 1935 wurde er vom Regierungspräsident Kurt Klemm verwarnt, weil er einem Zug von NSDAP-Mitgliedern, die auf dem Rückweg vom Reichsparteitag waren, den Fahnengruß verweigerte. 1939 wurde er wegen Verlesung eines Hirtenbriefes gegen die Einführung der Gemeinschaftsschule von der Gestapo verhört und anschließend als „politisch unzuverlässig“ eingestuft. Ein weiteres Verhör folgte, weil Lodde die Männer seiner Gemeinde von der Kanzel dazu aufgerufen hatte, am Fronleichnamstag nicht zur Arbeit zu gehen; das Sondergericht Dortmund ermittelte deshalb wegen Vergehens gegen das Heimtückegesetz. Das Verfahren wurde jedoch am 11. Oktober 1939 wegen der am 9. September 1939 erlassenen „Führeramnestie“ eingestellt und Lodde lediglich verwarnt. Mehrere andere Verfahren gegen ihn wegen verbotener Versammlungen liefen ins Leere. Weil er sich einem Soldaten gegenüber defätistisch geäußert habe sollte, folgte am 29. Februar 1940 eine Hausdurchsuchung und Lodde wurde verhaftet. Bis zum 7. März blieb er zunächst in Untersuchungshaft und wurde anschließend bis zum 8. April in Schutzhaft überführt. Am 12. April stellte ein Kriegsgericht das Verfahren mangels einer strafbaren Handlung ein. Eine im Juli 1942 vonseiten der NSDAP geplante Verhaftung Loddes konnten einflussreiche Bürger Coesfelds noch verhindern.

## Verhaftung und Tod

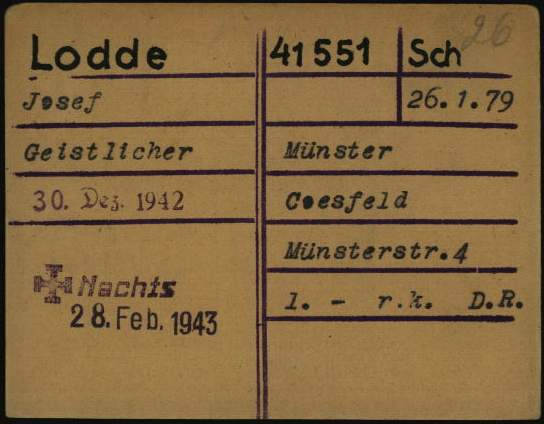
Registrierungskarte von Joseph Lodde als Gefangener im nationalsozialistischen Konzentrationslager Dachau

Am 26. Oktober 1942 wurde Lodde jedoch wegen kritischer Äußerungen zur Zivilehe von der Gestapo festgenommen und zunächst in das Gefängnis in Münster und am 31. Dezember in das Konzentrationslager Dachau verbracht. Dort litt er unter der rohen Behandlung durch das Aufsichtspersonal und wurde mindestens einmal von einem Blockältesten brutal zusammengeschlagen. Davon konnte er sich gesundheitlich nicht wieder erholen; er erlitt zu Beginn des Februar 1943 einen leichten Schlaganfall und infizierte sich zudem mit Typhus. Von dem aus Gaupel bei Coesfeld stammenden Benediktinerpater Augustin Hessing OSB ins Krankenrevier gebracht, starb Lodde dort am 28. Februar 1943. Andere Priester erreichten durch Bestechung, dass der Leichnam des Geistlichen gesondert im Krematorium des KZ Dachau eingeäschert wurde und sie die Asche bis nach Kriegsende verstecken konnten. Nach Kriegsende wurde die Urne in Coesfeld beigesetzt.

## Ehrungen
- Eisernes Kreuz I. und II. Klasse
- Die katholische Kirche hat Joseph Lodde als Glaubenszeugen in das deutsche Martyrologium des 20. Jahrhunderts aufgenommen.
- In Coesfeld wurde ihm zu Ehren am 14. Februar 1947 beim Walkenbrückentor ein Teil der Billerbecker Straße in Loddeallee umbenannt.[2]